# Azaleasvulst
Azaleasvulst (Exobasidium japonicum) är en svampart som beskrevs av Shirai 1896. Azaleasvulst ingår i släktet Exobasidium och familjen Exobasidiaceae.  Arten är reproducerande i Sverige. Inga underarter finns listade i Catalogue of Life.